# Sogliano al Rubicone
Sogliano al Rubicone est une commune italienne de la province de Forlì-Cesena, dans la région Émilie-Romagne.

## Géographie
Située à 379 mètres d'altitude sur les collines des Apennins romagnols, à 16 kilomètres de sa grande sœur Savignano sul Rubicone, à 15 kilomètres de Santarcangelo di Romagna et 30 kilomètres de Césène.
Peu loin de la ville, deux torrents prennent leur source : le Pisciatello et le Rubicon, que la fameuse affaire de Jules César a introduit dans l'histoire. D'autant plus que "des dires" et des cartes exposées au musée du Vatican prouveraient qu'il y a confusion de nom entre les deux torrents.

## Histoire
Le toponyme du pays dériverait de "Fundus Solliani", nom du fond qui appartenait à un membre d’une famille romaine dénommée Sylla, qui résidait en partie à Rimini.

De cette famille, descendait l’autre famille des Silighini, dont la maison, en 1144, portait le nom de  "Castrum Sulliani" et qui déclara son allégeance à Rimini en septembre 1233.

Au Moyen Âge, Sogliano fut possession des Malatesta de la branche des Malatesta de Rimini, qui gouvernèrent le territoire jusqu’en 1640, année où ils s’enfuirent à Rome. Le château malatestien, qui s’élevait sur le point le plus haut du pays, fut définitivement détruit au cours du XIXe siècle sous décision du conseil communal, pour y établir une grande place destinée au marché agricole.

Au début des années 1950 et jusqu'à la fin des années 1970, la cité connut ses années noires, à cause du fort développement économique dans la plaine et vît sa population se réduire des deux tiers en l’espace de 20 ans.

Depuis les années 1980, la cité retrouve un développement économique par la relance de la fabrication du « formaggio di fossa » (fromage de fosse), produit typique de la cité déjà connu et produit sous les Malatesta.

## Administration
| Période                                  | Période  | Identité      | Étiquette   | Qualité |
| ---------------------------------------- | -------- | ------------- | ----------- | ------- |
| 2001                                     | En cours | Enzo Baldazzi | Nouveau PSI |         |
| Les données manquantes sont à compléter. |          |               |             |         |

### Hameaux
Bagnolo, Vignola, Rontagnano, Strigara, Montegelli, Ponte Uso, Ponte Rosso, Montetiffi, S.Maria Riopetra, Bivio Montegelli

### Communes limitrophes
Borghi, Mercato Saraceno, Novafeltria, Roncofreddo, Sant'Agata Feltria, Sarsina, Talamello, Torriana

## Population

### Évolution de la population en janvier de chaque année
| 1861  | 1901  | 1921  | 1951  | 1961  | 1971  | 1981  | 1991  | 2001  |
| ----- | ----- | ----- | ----- | ----- | ----- | ----- | ----- | ----- |
| 5 289 | 6 814 | 7 672 | 8 619 | 5 848 | 3 685 | 3 121 | 2 869 | 2 890 |

| 2011  | - | - | - | - | - | - | - | - |
| ----- | - | - | - | - | - | - | - | - |
| 3 293 | - | - | - | - | - | - | - | - |

### Ethnies et minorités étrangères
Selon les données de l’Institut national de statistique (ISTAT) au 1er janvier 2010 la population étrangère résidente était de 311 personnes.
Les nationalités majoritairement représentatives étaient :
| Pos. | Pays     | Population |
| ---- | -------- | ---------- |
| 1    | Maroc    | 72         |
| 2    | Roumanie | 45         |
| 3    | Albanie  | 43         |
| 4    | Bulgarie | 36         |

## Principaux lieux d’intérêt
- le Palazzo Ripa – Marcosanti : importantes collections :
  - les « disques d’époque » :
  - l’ « art pauvre » :
- Église de San Lorenzo : église principale de la commune.
- Église del Suffragio : édifiée au centre de la commune du 26 avril 1671 au 22 mai 1679.
- le monastère de Santa Maria della Vita ;
- L’église de la Madonna dello Spasimo : remonte au XVIe siècle ;
- L’église de Santa Lucia ;
- L’oratoire de Francesco di Paola: édifié en 1748
- L’église de San Matteo;
- L’église de San Pietro;
- L’église de San Paolo : édifiée  en 1958 ;
- L’église de San Leonardo: édifiée dans le hameau de Montetiffi au XIe siècle, restaurée en 1384 ;
- L’église de San Paterniano édifiée en 1635 ;
- L’église de Santa Maria Riopetra édifiée en 1789 ;
- L’église Santa Maria Assunta édifiée en 1866 ;

## Économie
La localité est connue pour la production du typique fromage de fosse saisonné dans des anciennes fosses à grain, d’origine malatestienne.

## Jumelage
- Sayda (Allemagne)
- Meziboří (Tchéquie)

## Personnalités liées à Sogliano
- Sandro Gozi, député européen
- Decio Raggi, militaire,
- Scipione Sacco (Sogliano, 1495 - 1558), peintre du rinascimento
- Pietro Sambi (Ponte Uso di Sogliano, 1938 - Baltimore, 2011), archevêque et nonce apostolique au Burundi, en Indonésie (en), à Chypre (en), en Israël (en), puis aux États-Unis
- Giovanni Tani (1947), archevêque de Urbino-Urbania-Sant'Angelo
- Elisabetta Turroni (décédée en 2000), actrice

## Source
- (it) Cet article est partiellement ou en totalité issu de l’article de Wikipédia en italien intitulé « Sogliano al Rubicone » (voir la liste des auteurs) le 25/05/2012.

## Note
1. ↑  (it) Popolazione residente e bilancio demografico sur le site de l'ISTAT.